# Пјанеце дел Лаго (Виченца)
Пјанеце дел Лаго је насеље у Италији у округу Виченца, региону Венето.
Према процени из 2011. у насељу је живело 535 становника. Насеље се налази на надморској висини од 37 м.